# اکوتک
اکوتک (به انگلیسی: Ecotech) سبک معماری‌ است، که طراحی در این سبک بر این اصل استوار است که ساختمان جزئی کوچک از طبیعت پیرامونی است و باید به عنوان بخشی از اکوسیستم عمل کند و در چرخه حیات قرار گیرد. معماری اکوتک طراحی است مردمی و لذا کیفیت فضاهای داخلی ساختمان اهمیت ویژه‌ای می‌یابند.
نحوه و چگونگی استفاده از تکنولوژی در هماهنگی با محیط طبیعی در همه انواع بناها یکسان نبوده و نخواهد بود در برخی بناهای مهم و شاخص معماری و شهری گاه از آخرین ابداعات فنی استفاده می‌شود به گونه‌ای که به نظر می‌رسد استفاده از آن روش‌ها برای کشورهای در حال توسعه در دوره معاصر چندان مقدور نیست اما تجربه‌های کشورهای اروپائی در برخی از زمینه‌ها به ویژه در مورد بعضی از بناهای کوچک مانند واحدهای مسکونی می‌توان بسیار هوشمند باشد. برخی از معماران برای ایجاد پیوند و هماهنگی بین انسان و محیط طبیعی از طریق فضای معماری به فکر استفاده از مصالح و مواد طبیعی و در مواردی کاربرد روش‌های بومی افتادند و خصوصیات مصالح سنتی را از نو شناختند. معماری بومی که نتیجه پذیرش معیارهای معماری مردمی به عنوان روش طراحی توسط مهندسان معمار می‌باشد، وسیله‌ای برای ادامه ارزش‌های ریشه‌دار در یک بافت نوین است.

## سردمداران معماری اکوتک
در سال ۱۹۷۱، دو معمار جوان ایتالیایی تبار به نام‌های ریچارد راجرز ساکن انگلستان و رنزوپیانو ساکن ایتالیا، در مسابقه طرح ساختمان مرکز ژرژپمپیدو در پاریس در بین ۶۸۱ شرکت‌کننده برنده اعلام شدند. نمای این ساختمان را مجموعه‌ای از دودکش‌ها، آبگردان‌ها، لوله‌های تأسیساتی و ستون‌ها، تیرها، بادبندها، راه پله‌ها و مسیرهای رفت‌ و آمد تشکیل می‌داد. این دو نفر به همراه نورمن فاستر و نیکلاس گریمشاو آغازگر سبکی در اروپا بودند که به نام‌ معماری هایتک (تکنولوژی بسیار پیشرفته) معروف و بعد از هایتک سبک دیگری به نام اکوتک در معماری مطرح شد.

## اصول و مبانی معماری اکوتک
معماری اکوتک با هدف محیط زیست بر موارد زیر تاکیید دارد:
1. کاهش اتلاف و پخش انرژی در محیط
2. کاهش تولید تأثیرگذارنده‌ها بر سلامت انسان
3. استفاده از مواد قابل بازگشت به چرخه طبیعت
4. رفع سموم مواد

## ویژگی‌های بناهای ساخته شده به سبک اکوتک
از نگاه به آنچه در زمینه معماری انجام گرفته می‌توان پی برد که عرف طراحی ساختمان در طول زمان تغییر کرده‌است. از مسدود کردن محیط خارج برای حفاظت از فضاهای داخل گرفته تا قرار دادن طبیعت و انرژی‌های طبیعی در طرح. به‌طور مثال می‌توان با استفاده مجدد ژاپنی‌ها از رخ بام‌های عمیق و دریچه‌های شوجی که از شیشه مخصوص ساخته شده‌ است اشاره کرد که هر دو از شیوه‌های معماری سنتی ژاپن است که با اقلیم آن‌ها تناسب دارد. البته ناگفته پیداست که شیوه‌های معماری سنتی را نمی‌توان به آسانی یا به شکلی جبری برای مردمی که به روابط منطقی موجود در محیط زیست یا به زندگی در ساختمان‌های بلند مرتبه خو گرفته‌اند به کار بست. تهویه نوردهی و دیگر سیستم‌های مکانیکی فناوری‌های گسترده هستند. که هم ساکنان و هم معماران از آن بهره‌مند می‌شوند. تهویه طبیعی با امکان جریان هوا از سقف تهویه مطبوع از طریق پالایش شبانه و دمیدن هوا از زیر کف. کنترل نور و نظایر اینها دستاوردها و اشکال نو آورانه‌ای هستند که ضمن اعمال و رعایت آن‌ها در برخی ساختمان‌ها توانسته‌اند انرژی و منابع طبیعی همچون گرما و نور خورشید باد انرژی گرمائی زمین و آب باران را مورد استفاده قرار دهند. در این میان روش‌های گوناگون مکانیکی گوناگونی نیز برای صرفه جویی در انرژی و سیستم‌های جدید تولید آن که حداقل تأثیرات ناسازگار با محیط را داشته باشند بکار گرفته شده‌است. طراحی ساختمان سبز نیز جایگزین مناسبی برای ساختمان‌های اداری با سیستم تهویه و مصرف زیاد انرژی و کوشش جدی برای مقابله با مشکل آلودگی هوا و مصرف بالای انرژی در این‌گونه ساختمان‌ها است.

## زمینه پیدایش اکوتک
امروزه در کارهای این معماران ملاحظه می‌شود که با استفاده از تکنولوژی سعی در استفاده حداکثر از عوامل طبیعی همچون آفتاب باد آب‌های زیر زمینی و گیاهان برای تنظیم شرایط محیطی ساختمان دارند. لذا در معماری جدید آن‌ها که به نام اکو_تک (اکولوژِ +تکنولوژی) خوانده می‌شود تکنولوژی در مقابل طبیعت قرار ندارد باکه در کنار و به موازات طبیعت برای بهره‌برداری هر چه بیشتر از امکانات محیطی و تأمین آسایش انسان جای دارد. در کارهای اخیر معماران این سبک همواره در کنار عکسهای زیبای ساختمان‌های آن‌ها مقطعی از بنا وجود دارد که در آن نحوه استفاده از عوامل اقلیمی با کمک تجهیزاتی همچون دودکشهای هوا آینه‌های منعکس‌کننده پوسته‌های هوشمند گلخانه‌ها پله‌های شیشه‌ای و تبادل‌کننده‌های حرارتی نشان داده شده‌است. شکل خود ساختمان در مقطع نیز با توجه به زوایا تابش آفتاب و سرعت و جهت باد در فصول مختلف سال طراحی شده‌است.

## معماری اکوتک
معماران اکوتک از ساختمان به عنوان پوسته دوم نام می‌برند. منظور از پوست اول پوست بدن انسان است. در کارهای نرمن فاستر و رنزو پیانو پوست دوم همچون پوست اول به صورت هوشمند طراحی شده‌است. همچنان که پوست انسان در مقابل سرما گرما رطوبت و کوران هوا از خود عکس العمل نشان می‌دهند. با استفاده از شیشه‌های دو جداره کرکره‌ها و عایقهای حرارتی متحرک مواردی همچون میزان تابش آفتاب سایه کوران هوا و پرت حرارتی در طی روز و شب و در طی فصلهای سرد و گرم سال توسط یک سیستم کامپیوتری کنترل می‌شود. راجرز از این ساختمان‌ها به عنوان آفتاب‌پرست نام می‌برد (موجودی که خود را با شرایط مختلف محیطی تطبیق می‌دهد.

## اکوتک و رابطه آن با طبیعت
فرایند خلق فرم‌های طبیعی در قرون متمادی برای رسیدن به راه حل‌های قابل قبول در برابر عوامل خارجی (اقلیم دسترسی به غذا سر پناه و.....) توسعه یافته‌اند. فرمها و فضاهای طبیعت از آنجا که آفریده‌ها و نمادهای آفریدگارند از هر آنچه که آدمی خلق می‌کند ازلی تر و جامع ترند. نتیجه استفاده از فرمهای طبیعی در طراحی معماری دستیابی به طرحی عالی است که کارایی سازه‌ای نیازهای عملکردی و زیبائی شناسی در آن با یکدیگر ترکیب شده‌اند. سازه باید تابع قوانین طبیعت و تأمین‌کننده الزامات آن باشد و به طبیعت احترام بگذارد. هر نوع تهویه نوردهی و دیگر سیستم‌های مکانیکی فناوری‌های گسترده‌ای هستند که هم ساکنان و هم معماران از آن بهره‌مند می‌گردند. تهویه طبیعی با امکان جریان هوا از سقف تهویه مطبوع از طریق پالایش شبانه و دمیدن هوا از زیر کف کنترل نور و نظایر اینها دستاوردها و اشکال نو آورانه‌ای هستند که ضمن اعمال و رعایت آن‌ها در برخی ساختمان‌ها توانسته‌اند انرژی و منابع طبیعی همچون گرما و نور خورشید باد انرژی گرمائی زمین و آب باران را مورد استفاده قرار دهند. در این میان روش‌های مکانیکی گوناگونی نیز برای صرفه جوئی در انرژی و سیستم‌های جدید تولید آن که حداقل تأثیرات نا سازگار با محیط را داشته باشند بکار گرفته شده‌است.

## اهداف معماری اکوتک
معماری اکوتک با هدف حفظ محیط زیست بر موارد زیر تأکید دارد:
1-کاهش اتلاف و پخش انرژی در محیط
2- کاهش تولید تأثیر گذرانده‌ها بر سلامت انسان
3-استفاده از موارد قابل بازگشت به چرخه طبیعت
4-رفع سموم مواد
اصل طراحی در این سبک بر این اصل استوار است که ساختمان،جزئی کوچک از طبیعت پیرامونی است و باید به عنوان بخشی از اکوسیستم عمل کند و در چرخه حیات قرار گیرد.معماری اکوتک ،طراحی است مردم وار  لذا کیفیت فضاهای داخلی ساختمان اهمیت ویژه‌ای می یابد.در حال این سؤال مطرح است که کیفیت خوب چگونه حاصل می‌آید؟بدون تردید کیفیت مطلوب بدون توجه به طبیعت،نورگیری مناسب فضاها و تهویه مطبوع فراهم نمی‌آید.ازآنجا که پایداری و ماندگاری خود ساختمان به عنوان یک پدیده مد نظر است،لذا ساختن باکیفیت بالا واستفاده از مصالحی با قابلیت ماندگاری طولانی نیز باید درنظرگرفته شود. رسیدن به چنین شرایطی بااستفاده از مدیریت کارآمد و به‌کارگیری آخرین تکنولوژی‌ها صورت می‌گیرد.دستیابی به استانداردهای بالای کیفیت،امنیت و آسایش که در واقع سلامت انسان‌ها را تأمین می‌کند ازمهمترین اهداف معماری اکوتک است.درضمن این نکته را نباید نادیده گرفت که بهره‌گیری از تجربیات گذشتگان در بهبود کیفیت معماری،راهگشای دستیابی به طرح پایدار خواهد بود.